# Aulonothroscus ceballosi
Aulonothroscus ceballosi is een keversoort uit de familie dwergkniptorren (Throscidae). De wetenschappelijke naam van de soort werd in 1961 gepubliceerd door Antonio Cobos Sánchez.